# La Coccinelle revient
Pour les articles homonymes, voir Fully Loaded (homonymie) et Herbie.
Série La Coccinelle
Un nouveau départ pour la Coccinelle
(1995)
Pour plus de détails, voir Fiche technique et Distribution.
La Coccinelle revient ou La Coccinelle : Tout équipée au Québec (Herbie: Fully Loaded) est un film américain réalisé par Angela Robinson et sorti en 2005.
Le film reprend des éléments du film original, Un amour de Coccinelle, mais sert de suite directe au quatrième opus, La Coccinelle à Mexico, sorti en 1980. En revanche, il ignore le téléfilm Un nouveau départ pour la Coccinelle, diffusé en 1997.

## Synopsis
Alors que Maggie Peyton, dont le grand-père était un talentueux pilote de courses automobiles, vient d'avoir son diplôme d'études supérieures, son père, à la tête d'une écurie en quête de sponsors, lui offre une voiture tirée de la casse. On sait que Maggie s'était essayée à la course, comme tout le monde dans la famille, mais qu'elle avait arrêté à la suite d'un accident qui lui valut deux semaines d'hôpital, et que sa mère est morte depuis 10 ans. Choupette, une coccinelle Volkswagen reléguée dans cette casse à la suite de sa déchéance qui nous est brièvement présentée au début du film, s'arrange pour que la jeune fille la choisisse.
Celle-ci se rend alors compte que c'est Choupette (et non elle) qui conduit mais, alors qu'elle explique ce fait étonnant à son copain de lycée Kevin, qui tient un garage, et qu'elle est venue voir pour retaper la voiture, celui-ci ne la croit pas. Ils font alors un tour d'essai dans la ville, et Kevin croit que c'est Maggie qui fait les figures acrobatiques en fait effectuées par la coccinelle.
Cependant, Choupette reprend les commandes et s'amuse à rayer la voiture de Trip Murphy, pilote de course arrogant et méprisant, qui prend cela comme une invitation à faire une course. Choupette empêche Maggie qui a revêtu la combinaison d'un pilote nommé Max trouvée dans la Coccinelle, de s'opposer, mais la course, contre toute espérance et grâce à Choupette, tourne en sa faveur, et elle arrive à battre le champion à bord de son bolide, ce qui fait le bonheur de la presse sportive. Le père découvre alors que la coccinelle en question est celle qu'il a offerte à sa fille, mais celle-ci rétorque qu'elle l'avait prêtée à un ami de Kevin nommé Max. Elle retourne voir Kevin qui a concocté un impressionnant plan pour améliorer la coccinelle, et tous deux tombent alors sur une annonce de Trip Murphy qui, ayant envie de prendre sa revanche, organise une course.
Maggie décide alors d'y participer. Elle se qualifie pour se mesurer au champion, mais celui-ci lui propose alors de parier sa voiture contre la sienne, en plus des 10 000 $ de prix. Elle accepte, sans prévenir les autres. Le lendemain, elle prend la tête mais, alors qu'elle laisse entendre qu'il lui faut la voiture de Trip, Choupette (qui est au courant du pari secret de la veille et qui pensait que Maggie l'ignorerait si elle gagnait la voiture de Trip) freine et lui fait perdre la course, ignorant que Trip souhaitait la détruire s'il gagnait. L'identité du mystérieux Max est alors révélée, et son père est effondré de voir qu'elle lui a menti. Hésitant entre la carrière qui l'attend à New York et sa passion pour la course, Maggie choisit de rester et de sauver Choupette, que Trip a vendue à un derby de démolition.
Voyant Maggie sur le point d'être écrasée par un monster truck, Choupette la sauve et elles retournent voir Kevin pour la réparer. Malheureusement, il n'a plus de pièces en stock. Cependant, le frère de Maggie, pilote peu talentueux qui devait être inscrit à la NASCAR, a un accident et ne peut plus participer. Ignorant le refus de son père, et obtenant l'accord des responsables de l'écurie, elle participe avec Choupette, retapée grâce aux bons soins de son frère et de ses amis.
Au cours de la course, Choupette et Maggie montrent un talent exceptionnel, et le père change d'avis et les encourage. Choupette gagnera plusieurs places grâce à des méthodes peu orthodoxes (en s'accrochant au pare-chocs d'un concurrent, etc.), avant de tomber dans un piège ; quatre voitures l'encerclent et l'écrasent. Elle s'en sort en roulant par-dessus l'un d'entre eux, mais cela endommage le réservoir de carburant de Choupette, qui doit être réparée en utilisant le réservoir d'une nouvelle Beetle dont elle est amoureuse. Maggie tente de prendre la tête, mais Trip, qui ne l'entend pas de cette oreille, tente de l'éliminer en la coinçant contre le bord extérieur. Cependant, Maggie freine quand Trip tente à nouveau de la coincer, la voiture de Trip a un accident, et après que Choupette ait grimpé sur le grillage du circuit pour éviter Trip, Maggie remporte la course, à la grande surprise de tous (c'est en effet sa première course officielle, et c'est la seule fille en lice).
Maggie et Kevin s'avouent alors leur amour. Sous les félicitations de tous, y compris son père, qui lui affirme qu'elle est le prochain grand pilote de la famille, elle entend néanmoins les menaces de Trip qui, fou de rage et ayant compris que Choupette est vivante, est hospitalisé en essayant de dire à tout le monde que cette voiture est vivante, et lui promet qu'il se vengera. C'est également une fin heureuse pour Choupette, qui part en promenade amoureuse avec la voiture de la manager de l'écurie, sa nouvelle petite amie.

## Fiche technique
Sauf indication contraire, les informations mentionnées dans cette section peuvent être confirmées par les bases de données cinématographiques IMDb et Allociné,  présentes dans la section « Liens externes ».
- Titre original : Herbie Fully Loaded
- Titre français : La Coccinelle revient
- Titre québécois : La Coccinelle tout équipée[1]
- Réalisation : Angela Robinson
- Scénario : Robert Ben Garant, Alfred Gough, Thomas Lennon et Miles Millar, d'après une histoire de Robert Ben Garant, Thomas Lennon et Mark Perez, d'après les personnages créés par Gordon Buford
- Musique : Mark Mothersbaugh et The Blacksmoke Organisation
- Direction artistique : David Lazan
- Décors : Daniel Bradford
- Costumes : Frank Helmer
- Photographie : Greg Gardiner
- Son : Scott Martin Gershin, Michael Kamper, Terry Porter, Peter Zinda, Dean A. Zupancic
- Montage : Wendy Greene Bricmont
- Production : Robert Simonds
  - Production déléguée : Michael Fottrell, Charles Hirschhorn et Tracey Trench
  - Production associée : John G. Scotti et Sara E. White
  - Coproduction : Lisa Stewart
- Sociétés de production : Robert Simonds Productions, présenté par Walt Disney Pictures
- Sociétés de distribution : Buena Vista Pictures Distribution (États-Unis) ; Buena Vista International (France et Suisse romande)
- Budget : 50 millions de $[2]
- Pays de production :   États-Unis
- Langue originale : anglais
- Format : couleur (Technicolor) — 35 mm — 1,85:1 (Panavision) — son Stéréo / DTS / Dolby Digital / SDDS
- Genre : comédie, aventure, romance, fantastique
- Durée : 101 minutes
- Dates de sortie : 
  - États-Unis, Québec : 22 juin 2005[1]
  - Belgique : 27 juillet 2005[3]
  - France, Suisse romande : 3 août 2005[4]
- Classification :
  - États-Unis : tous publics (G - General Audiences)
  - France : tous publics (conseillé à partir de 8 ans)[5],[6]
  - Belgique : tous publics (jeune public) (Alle Leeftijden)[3]
  - Suisse romande : interdit aux moins de 7 ans[7]
  - Québec : tous publics (G - General Rating)[1]

## Distribution
- Lindsay Lohan (VF : Karine Foviau et VQ : Kim Jalabert) : Maggie Peyton
- Michael Keaton (VF : Julien Kramer et VQ : Daniel Picard) : Ray Peyton Sr.
- Matt Dillon (VF : Bernard Gabay et VQ : Gilbert Lachance) : Trip Murphy
- Breckin Meyer (VF : Alexis Victor et VQ : Martin Watier) : Ray Peyton Jr.
- Justin Long (VF : Christophe Lemoine et VQ : Hugolin Chevrette) : Kevin
- Cheryl Hines (VF : Danièle Douet et VQ : Nathalie Coupal) : Sally Geer
- Jimmi Simpson (VF : Jean-François Vlérick et VQ : Philippe Martin) : Crash
- Jill Ritchie (VF : Edwige Lemoine et VQ : Geneviève Déry) : Charisma
- Thomas Lennon (VF : Pierre Tessier et VQ : François Sasseville) : Larry Murphy
- Jeremy Roberts (VF : Marc Alfos et VQ : Marc Bellier) : Crazy Dave
- E.E. Bell (VF : Richard Leblond) : Don
- Peter Pasco : Juan Hernandez
- Mario Larraza : Miguel Hernandez
- Patrick Cranshaw (VQ : Louis-Georges Girard) : Jimmy D.
- Scoot McNairy : Augie
- Benny Parsons : lui-même
- Jeff Gordon : lui-même
- Jimmie Johnson (VF : Alexis Tomassian) : lui-même
- Dale Jarrett : lui-même
- Tony Stewart : lui-même
- Bob Dillner (VF : Serge Faliu) : le reporter de la chaîne de télévision Speed
- Mark Deklin : le reporter de ESPN

## Distinctions
Sauf indication contraire, les informations mentionnées dans cette section peuvent être confirmées par la base de données cinématographiques IMDb,  présente dans la section « Liens externes ».

### Récompenses
- BMI Film and TV Awards 2006 : Prix BMI de la meilleure musique de film pour Mark Mothersbaugh
- Kids' Choice Awards 2006 : Blimp Award de l'actrice de cinéma préférée pour Lindsay Lohan

### Nominations
- Teen Choice Awards 2005 :
  - Meilleure actrice dans un film de comédie pour Lindsay Lohan
  - Meilleur film de l'été
- The Stinkers Bad Movie Awards 2005 : pires effets spéciaux (Réduction mammaire numérique de Lindsay Lohan)
- Kids' Choice Awards 2006 : film préféré
- Kids' Choice Awards, Australia 2006 : actrice de cinéma préférée pour Lindsay Lohan
- Razzie Awards 2010 : pire actrice de la décennie pour Lindsay Lohan

## Éditions en vidéo
- En France, le film La Coccinelle revient est sorti en DVD le 3 février 2006[8].

Le film est également sorti en VOD le 11 juillet 2018.
- Au Québec, le film est sorti en DVD le 6 juin 2006[1].